# Kurt Bauknecht
Kurt Peter Bauknecht (* 3. April 1936 in Zürich; † 23. April 2019) war ein Schweizer Informatiker und Hochschullehrer. Er war der erste Professor und Institutsleiter für Informatik an der Universität Zürich.

## Leben und Wirken
Kurt Bauknecht wuchs in Zürich auf und bestand dort die Matura. Er studierte anschliessend an der Abteilung für Elektrotechnik der ETH Zürich und schloss als dipl. El.-Ing. ETH ab. Nach diesem Studium war er während zwei Jahren als Softwareingenieur in Paris tätig. Ab 1965 war er Oberassistent im Rechenzentrum der Universität Zürich. Parallel dazu arbeitete er an seiner Doktorarbeit an der ETH und wurde 1967 mit der Arbeit Untersuchung des Verkehrsverhaltens von Strassenbahnen durch Simulation auf einem Rechenautomaten bei Walter Daenzer als Doktor der technischen Wissenschaften promoviert.
Bauknecht wurde 1970 zum ausserordentlichen Professor und Direktor des neu gegründeten Instituts für Datenverarbeitung der Universität Zürich ernannt, wobei ihm auch das Rechenzentrum unterstand. Als ordentlicher Professor ab Oktober 1973 liess er sein Institut in Institut für Informatik umbenennen. Von 1984 bis 1986 amtete er als Dekan der Rechts- und Staatswissenschaftlichen Fakultät. Unter seiner Führung bis zu seiner Emeritierung 2003 wuchs das Institut für Informatik auf neun Professuren und rund 100 Mitarbeitende.
Zusammen mit Carl August Zehnder und Hansjürg Mey erreichte er, dass die Informatik in der Schweiz als wichtiges Fachgebiet mehr Anerkennung fand und an Hochschulen entsprechende Studiengänge angeboten wurden.
Bauknecht wirkte beim Aufbau einer schweizerischen juristischen Datenbank mit. Frühzeitig widmeten sich Bauknecht und seine Kollegen dem Thema der Datensicherheit.
Bauknecht war Mitgründer der Schweizer Informatik Gesellschaft (SI), Präsident der International Federation for Information Processing (IFIP), der Swiss Association for Reseach in Information Technology sowie der Stiftung für einen sicheren Informations- und Kommunikationsplatz Schweiz (Infosurance) und von 1992 bis 2000 Mitglied des Schweizer Nationalfonds.
Bauknecht wurde 2003 emeritiert.

## Veröffentlichungen, Auswahl
- mit Walter Nef: Digitale Simulation. Springer, Berlin 1971.
- Hochschule und Computer. Habilitationsschrift, Juris Verlag, Zürich 1972.
- mit Peter Forstmoser, Carl August Zehnder: Rechtsinformatik (= Computer und Recht. Band 15). Schulthess Polygrafischer Verlag, Zürich 1984.
- mit Carl August Zehnder: Grundzüge der Datenverarbeitung. Methoden und Konzepte für die Anwendungen. B. G. Teubner, Stuttgart 1989, ISBN 978-3-51932450-8.
- Standards öffnen abgeschottete Welten. In: Neue Zürcher Zeitung. 25. Februar 1992, S. B3.
- mit Günther Cyranek: Sicherheitsrisiko Informationstechnik. Analysen, Empfehlungen, Maßnahmen in Staat und Wirtschaft. Vieweg, Braunschweig/Wiesbaden 1994, ISBN 978-3-52805295-9.
- Dynamischer Wandel der Anforderungen an die Anwendungen. In: Neue Zürcher Zeitung. 8. Oktober 1996, S. B31.
- mit Martin Bichler, Birgit Proll: E-Commerce and Web Technologies. Proceedings 5th International Conference, EC-Web 2004, Saragossa, Spanien (englisch).

## Ehrungen
2000: Ehrendoktorwürde der Johannes Kepler Universität in Linz.